# Tratado de Integração, Cooperação e Desenvolvimento
O Tratado de Integração, Cooperação e Desenvolvimento foi assinado entre os governos do Brasil e Argentina, em 29 de novembro de 1988. O objetivo do tratado era constituir, no prazo máximo de dez anos, um espaço econômico comum por meio da liberalização integral do comércio recíproco. O Tratado previa a eliminação de todos os obstáculos tarifários e não-tarifários ao comércio de bens e serviços.
Ao estipular um prazo para a integração econômica, acelerou o processo de aproximação entre as duas maiores economias da América do Sul, iniciado em 1986 com o Programa de Integração e Cooperação Econômica (PICE).

## Forma de integração
O tratado estabelecia uma integração econômica por meio de uma área de livre comércio entre os dois países.

## Outros temas
Além da integração econômica, o tratado também estabeleceu 24 protocolos sobre assuntos variados, como a cooperação nuclear, o transporte terrestre e marítimo, o setor automotivo e o comércio de trigo.